# Иван Димов (скулптор)
Вижте пояснителната страница за други личности с името Иван Димов.
Иван Димов Колев е един от изтъкнатите представители на българската скулптура от средата и края на 20 век.

## Кратка биография
Роден е в добруджанското село Кьоселер (днес Телериг). Завършва Художествена академия „Николай Павлович“ в класа на проф. Андрей Николов през 1938 г. Работи предимно в областта на портретната и монументална скулптура. От 1948 г. участва в ОХИ, печели премии и награди в множество конкурси. През 1951 г., с колектив, е удостоен с Димитровска награда, за проекта на паметник на Съветската армия в гр. Русе, носител на ордени „Кирил и Методий“ I и II степен. Автор е на 68 фигурални и портретни монументални паметника в България по известни от които са: „Васил Левски“, „Йорданка Николова“, „Христо Михайлов“, „Иван Михайлов“, „Пантелей Пачов“, „Ернст Телман“, „Маршал Толбухин“, „Георги Кроснев“, „Йордан Йовков“, „Хан Аспарух“ в гр. Исперих и др.
Автор е на проекта за орден „Народна република България“ (1949 г.). Извън поръчковите и конкурсни творби е автор на портретите на световноизвестните певци Елена Николай, Робертино Лорети, Далида, Димитър Узунов, Надя Афеян, Силвия Давитсон, както и на Марсел Ривен, Миряна Башева, Анна-Мария Гюзелева и много други. В последните дни от живота си създава барелеф на Борис III, цар на българите, за Борисовата градина в София. През целия си живот е безпартиен. Умира в град София в първите дни на 90-ата си годишнина.
- „Отмора“ 1938 г.
- "Maма" 1965 г.